# Metapopulace
Metapopulace je soubor subpopulací, které jsou lokálně propojené, jedinci mohou mezi sebou migrovat, společně žijí na větším území (path). Každá subpopulace má své lokálně omezené stanoviště (habitat), ale navzájem se ovlivňují.

## Typy metapopulací

### Levinova (klasická) metapopulace
Je tvořena velkou sítí podobných malých stanovišť, na kterých žijí jednotlivé subpopulace daných jedinců. Dynamika subpopulace je daleko rychlejší než celé metapopulace dohromady. Možnost vymření je daleko vyšší než u velké populace.

### Pevnina – ostrov (neboli Boorman-Levitt)
Metapopulace je systémem malých stanovišť (ostrovů) v dosažitelné vzdálenosti od velké populace, u které nedojde k vymření.

### Source – sink (neboli zdroj – propad)
Metapopulace, ve kterých existují stanoviště, na kterých při nulové migraci a nízké populační hustotě narůstá (source) nebo klesá (sink).

### Nerovnovážná metapopulace
Metapopulace, ve které v dlouhodobém měřítku rychlost vymírání převyšuje rychlost kolonizace (a nebo naopak). V extrémní podobě taková metapopulace, kde je vzdálenost mezi lokálními populacemi tak velká, že mezi nimi není možná migrace a tedy rekolonizace.